# Ignatius Chama
Ignatius Chama (* 12. August 1957 in Mutomo-Kawambwa) ist ein sambischer Geistlicher und römisch-katholischer Erzbischof von Kasama.

## Leben
Ignatius Chama empfing am 12. August 1984 die Priesterweihe.
Papst Benedikt XVI. ernannte ihn am 17. Juli 2008 zum Bischof von Mpika.  Der Apostolische Nuntius in Sambia und Malawi, Erzbischof Nicolas Girasoli, spendete ihm am 28. September desselben Jahres die Bischofsweihe; Mitkonsekratoren waren George Cosmas Zumaire Lungu, Bischof von Chipata, und James Mwewa Spaita, Erzbischof von Kasama.
Der Papst ernannte ihn am 12. Januar 2012 zum Erzbischof von Kasama und für die bis 2015 andauernde Sedisvakanz zum Diözesanadministrator von Mpika.
Seit Juli 2021 ist er Vorsitzender der sambischen Bischofskonferenz.